# Effet Diderot

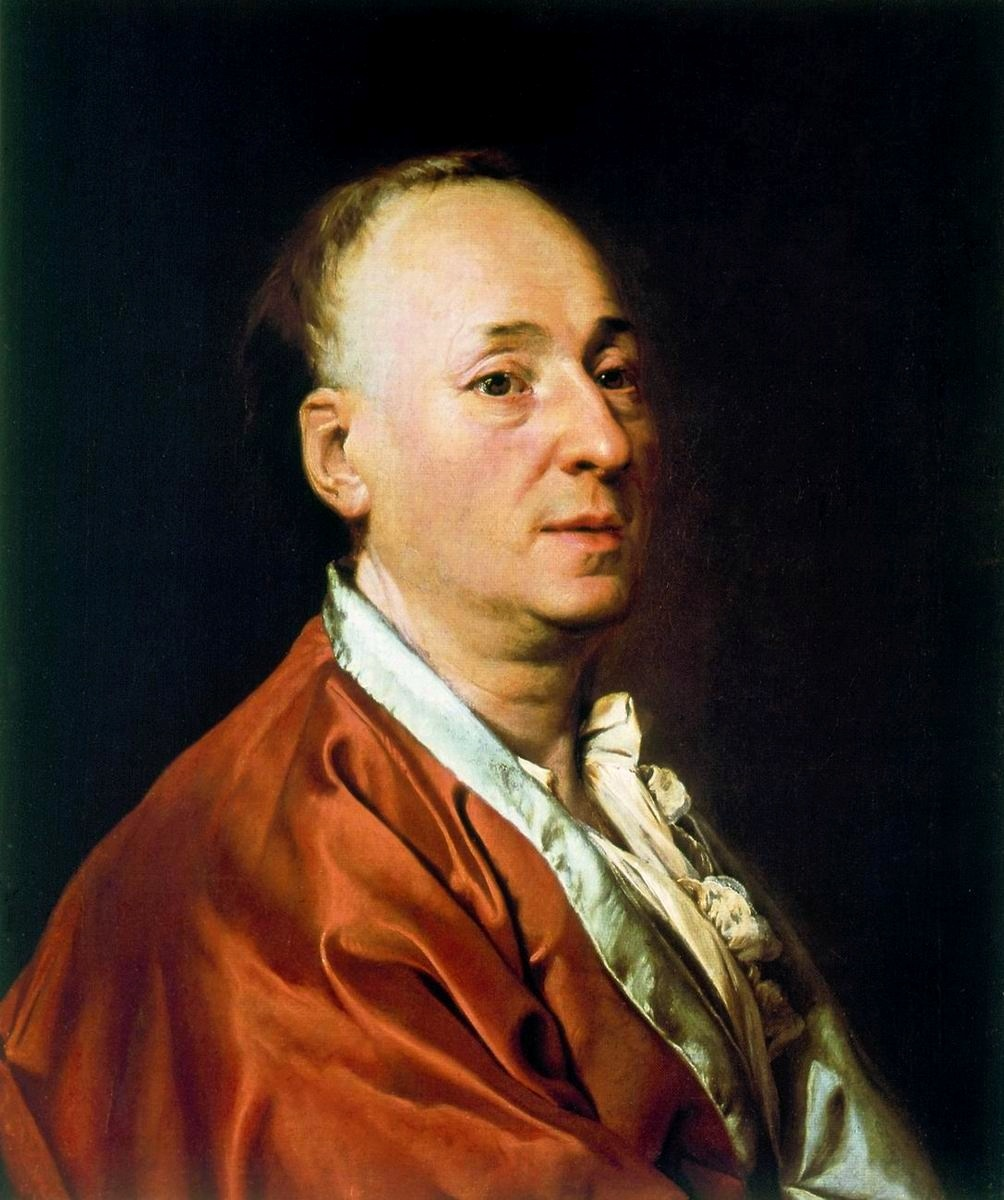
Denis Diderot en robe de chambre rouge, par Dmitry Levitzky, 1773.

L'effet Diderot est un phénomène social lié aux biens de consommation. Il s'articule en deux parties. La première idée est que les biens achetés par les consommateurs s'alignent sur leur sentiment d'identité et, par conséquent, se complètent les uns les autres. La seconde idée est que l'introduction d'un nouveau bien qui s'écarte des biens complémentaires actuels du consommateur peut entraîner un processus de consommation en spirale. Le terme a été inventé par l'anthropologue canadien et spécialiste des modes de consommation Grant McCracken en 1988, et porte le nom du philosophe français Denis Diderot (1713-1784), qui a été le premier à décrire cet effet dans un essai.
L'expression est devenue courante dans le débat sur la consommation responsable, en ce qui concerne le processus par lequel un achat ou un cadeau crée une insatisfaction à l'égard des possessions existantes et de l'environnement, provoquant un modèle de consommation pouvant tourner au cercle vicieux avec des impacts environnementaux, psychologiques et sociaux négatifs,.

## Origine
L'effet a été décrit pour la première fois dans l'essai de Diderot Regrets sur ma vieille robe de chambre. Il y raconte comment le don d'une belle robe de chambre écarlate conduit à des résultats inattendus, le plongeant finalement dans l'endettement,. Initialement satisfait du cadeau, Diderot en vint à regretter son nouveau vêtement.
« Comparé à sa nouvelle robe de chambre élégante, le reste de ses biens a commencé à lui paraître de mauvaise qualité. Il a été déçu qu'elles ne soient pas à la hauteur de l'élégance et du style de sa nouvelle possession. Il a remplacé son ancienne chaise de paille, par exemple, par un fauteuil recouvert de cuir marocain ; son ancien bureau a été remplacé par un nouveau plus coûteux ; ses imprimés autrefois bien-aimés et tombés en désamour ont été remplacés par des tirages plus coûteux, et ainsi de suite. « J'étais maître absolu de mon ancienne robe de chambre » », écrit Diderot, « mais je suis devenu l'esclave de ma nouvelle... attention à la contamination d'une richesse soudaine. Le pauvre peut prendre ses aises sans se soucier des apparences, mais le riche est toujours sous pression. Pourquoi ne l’avoir pas gardée ? Elle était faite à moi ; j’étais fait à elle. Elle moulait tous les plis de mon corps sans le gêner ; j’étais pittoresque et beau. L’autre, raide, empesée, me mannequine. Il n’y avait aucun besoin auquel sa complaisance ne se prêtât ; car l’indigence est presque toujours officieuse. Un livre était-il couvert de poussière, un de ses pans s’offrait à l’essuyer. L’encre épaissie refusait-elle de couler de ma plume, elle présentait le flanc. On y voyait tracés en longues raies noires les fréquents services qu’elle m’avait rendus. »

## Usage
Selon Grant McCracken, l'effet Diderot est le résultat de la confrontation entre les objets au sein des «compléments de produits », ou « unités Diderot », et les consommateurs. Une unité Diderot est un ensemble d'objets considérés comme culturellement complémentaires, les uns par rapport aux autres. McCracken décrit qu'un consommateur est moins susceptible de s'écarter d'une unité Diderot préférée pour tendre vers l'unité dans l'apparence et la représentation de son rôle social. Cependant, cela peut également signifier que si un objet qui s'écarte d'une manière ou d'une autre de l'unité Diderot préférée est acquis, cela peut avoir pour effet d'amener le consommateur à commencer à souscrire à une unité Diderot complètement différente.
La sociologue  Juliet Schor utilise le terme dans son livre à succès de 1992 The Overspent American: Why We Want What We Don't Need pour décrire les processus de consommation compétitive et consciente du statut motivée par l'insatisfaction. L'essai de 2005 de Schor Apprendre la leçon de Diderot: arrêter le fluage ascendant du désir décrit l'effet dans la culture de consommation contemporaine dans le contexte de ses conséquences environnementales négatives.